# Čečejovce
Čečejovce (Hongaars: Csécs) is een Slowaakse gemeente in de regio Košice, en maakt deel uit van het district Košice-okolie.
Čečejovce telt 2.041 inwoners.
De gemeente maakt deel uit van de etnisch Hongaarse regio langs de grens, in 2011 waren er van de 2048 inwoners 1395 Slowaaks en 507 Hongaarstalig. 